# Bradley Wilson
Bradley Wilson (Butte, 5 giugno 1992) è uno sciatore freestyle statunitense, specialista nelle gobbe.

## Biografia
In Coppa del Mondo ha esordito il 10 dicembre 2010 a Ruka (9º).
Nel 2014 ha partecipato alle Olimpiadi di Sochi classificandosi diciottesimo nella gara di gobbe.
Nel 2018 ha preso parte ai XXIII Giochi olimpici invernali a Pyeongchang venendo eliminato nel primo turno della finale e classificandosi diciannovesimo nella gara di gobbe.

## Palmarès

### Mondiali
- 2 medaglie:
  - 2 argenti (gobbe in parallelo a Sierra Nevada 2017; gobbe in parallelo a Park City 2019)

### Coppa del Mondo
- Miglior piazzamento in classifica generale: 14º nel 2013 e nel 2014
- Miglior piazzamento in Coppa del Mondo di gobbe: 4º nel 2013 e nel 2014
- 16 podi:
  - 3 vittorie
  - 1 secondo posto
  - 12 terzi posti

#### Coppa del Mondo - vittorie
| Data             | Luogo      | Paese    | Disciplina |
| ---------------- | ---------- | -------- | ---------- |
| 24 febbraio 2013 | Inawashiro | Giappone | DM         |
| 1 marzo 2014     | Inawashiro | Giappone | MO         |
| 27 febbraio 2016 | Tazawako   | Giappone | MO         |

Legenda:

MO = gobbe

DM = gobbe in parallelo

### Mondiali juniores
- 1 medaglia:
  - 1 oro (gobbe a Chiesa in Valmalenco 2012)